# NN-231
La carretera NN-231 es una vía departamental secundaria ubicada en el departamento de Managua. Esta ruta conecta Ciudad Sandino con zonas urbanas del oeste de la ciudad de Managua, sirviendo como una vía de enlace complementaria a las rutas troncales.

## Trazado y cruces
La siguiente tabla muestra el recorrido estimado de la carretera NN-231 y sus principales puntos de paso:
| km  | Localidad             | Departamento | Conexión / Ruta |
| --- | --------------------- | ------------ | --------------- |
| 0.0 | Ciudad Sandino        | Managua      | NN 230          |
| …   | Sector Oeste, Managua | Managua      |                 |

## Coordenadas
Uno de los tramos de la NN-231 puede ser encontrado en las coordenadas: 12°09′29″N 86°21′31″O / 12.1581, -86.3587